# Филип Шековски
Филип Иванов Шековски или Шейковски е български духовник от XX век.

## Биография
Роден на 23 октомври 1901 година в демирхисарското село Железнец, тогава в Османската империя, в семейството на Иван Янков Шековски и Петра Георгиева.
През 1927 година емигрира в България, установява се в Илиянски манастир „Свети Илия“, на който е игумен.
След освобождението на Вардарска Македония през Втората световна война се връща в областта. Взема лично участие при завързалата се престрелка срещу комунистическия партизански отряд „Гьорче Петров“, появил се в манастира „Свети Никола“ в Прилепец на 20 декември 1942 година, за което му е изказана похвала и благодарност със заповед номер 387 от 23 декември 1942 година.
През 1945 година е осъден на смърт и да плати глоба от 1 милион лева и конфискацията на целия имот от Единадесетия върховен състав на Народния съд защото предал на българската власт и наводно организирал избиването на 9 македонски партизани от Прилепския народоосвободителен партизански отряд „Гьорче Петров“ в манастира „Свети Никола“ при село Прилепец за което бил възнаграден с 20 000 лева.
Присъдата е изпълнена на 2 февруари същата година.